# 名鉄ワム5100形貨車
名鉄ワム5100形貨車（めいてつワム5100がたかしゃ）とは、かつて名古屋鉄道で運用されていた木造貨車（有蓋車）である。
7両が存在した。元は尾西鉄道の木造有蓋車であり、後に元東美鉄道の木造有蓋車を形式編入している。

## 概要
- ワム5100形貨車は、1941年（昭和16年）に元尾西鉄道のワム600形5両（ワム601 - ワム605）を改番し、ワム5100形（ワム5101 - ワム5105）としたものである。1943年（昭和18年）に東美鉄道が名古屋鉄道に合併すると、名鉄に引き継がれた東美鉄道の木造有蓋車2両（ワム1・ワム2）を編入し、ワム5106・ワム5107としている。そのため諸元が異なる。

- 尾西鉄道から引き継がれたワム5101 - ワム5105は1924年（大正12年）に日本車輌製造で製造された木造有蓋車である。当初は空気制動を設置していなかったが、昭和20年代に設置している。東美鉄道から引き継がれたワム5106・ワム5107は1928年（昭和3年）に伊那電気鉄道で製造された木造有蓋車である。製造当初から空気制動を設置していた。

- 国鉄直通貨車であり、西部線で運用された。昭和40年代には4両（ワム5101・ワム5102・ワム5103・ワム5105）が常滑通運[1]の私有貨車となっている。

- 国鉄の貨物列車の速度がヨンサントオダイヤ改正により75 km/hに引き上げられるのに伴い、ワム5100形はその条件に対応できなかったこと、また、名鉄の私有貨車制度の廃止により、1968年（昭和43年）に形式消滅となった。

## 主要諸元

### ワム5101 - ワム5105
- 全長　7,774 mm
- 全幅　2,736 mm
- 全高　3,730 mm
- 荷重　15 t
- 自重　8.3 t
- 軸距　3,960 mm

### ワム5106・ワム5107
- 全長　7,792 mm
- 全幅　2,736 mm
- 全高　3,733 mm
- 荷重　15 t
- 自重　7.8 t
- 軸距　3,900 mm